# Lincolnshire Poacher (station de nombres)
Pour les articles homonymes, voir Lincolnshire Poacher.
Le Lincolnshire Poacher était une puissante station de nombres britannique à ondes courtes qui a transmis depuis Chypre du milieu des années 1960 à juin 2008.
La station gagne son nom communément connu car elle utilise des mesures de la chanson folklorique anglaise "The Lincolnshire Poacher (en)" comme signal d'intervalle. La station de radio serait exploitée par le Secret Intelligence Service et émanerait de l'île de Chypre. La radiogoniométrie amateur la relie à la base de la Royal Air Force à Akrotiri, à Chypre, où plusieurs antennes rideaux ont été identifiées comme étant son émetteur. Elle se compose d'un groupe de lecture préenregistré de voix féminines accentuées en anglais de cinq nombres: par exemple «0-2-5-8-8». Le numéro final de chaque groupe est prononcé à un ton plus élevé. Il est probable que la station soit utilisée pour communiquer avec des agents d'infiltration opérant dans d'autres pays, pour être décodée à l'aide d'un masque jetable.
Une station de nombre asiatique de format identique aurait été diffusée depuis l'Australie et surnommée "Cherry Ripe (en)". Elle utilise plusieurs mesures de la chanson folklorique anglaise du même nom,. Cherry Ripe cesse de diffuser en décembre 2009.

## Historique
La date précise à laquelle le Lincolnshire Poacher commence à diffuser est inconnue; cependant, on estime que les émissions commencent vers le début ou le milieu des années 1970. Alors que les stations de nombre existent depuis la Première Guerre mondiale, des stations de nombres telles que Lincolnshire Poacher commencent à apparaître pendant la guerre froide, lorsque des pays comme l'Union soviétique et le Royaume-Uni doivent envoyer des messages discrètement à leurs agents dans d'autres pays. Cependant, après la guerre froide, le nombre de stations de nombres diminue considérablement. Le Lincolnshire Poacher reste opérationnel après la fin de la guerre froide et continue à diffuser dans les deux décennies suivantes.
Le Lincolnshire Poacher cesse de diffuser en juillet 2008. La dernière transmission enregistrée de la station remonte au 29 juin 2008.

### Localisation

Akrotiri, à Chypre, lieu présumé des émissions et des antennes radio du Lincolnshire Poacher.

Bien que l'utilisation des stations nombres n'ait été confirmée par aucun gouvernement mondial, des amateurs ont retracé l'emplacement de la transmission du signal du Lincolnshire Poacher sur la RAF Akrotiri, une base de la Royal Air Force située sur l'île méditerranéenne de Chypre. La station aurait été exploitée par le Secret Intelligence Service (MI6) et entretenue par les membres de la Royal Air Force qui occupent la base à Chypre.

## Calendrier de diffusion
Durant son activité, le Lincolnshire Poacher est diffusé plusieurs fois au cours de la journée, et transmet sept jours sur sept, à différents moments et sur diverses fréquences d'ondes courtes. Ce programme est valable en janvier 2006 et est la mise à jour la plus récente du programme de diffusion. Toutes les heures sont exprimées en temps universel coordonné (UTC) et toutes les fréquences radio en mégahertz (MHz).
|       | Lundi                | Mardi                | Mercredi             | Jeudi                | Vendredi             | Samedi               | Dimanche             |
| ----- | -------------------- | -------------------- | -------------------- | -------------------- | -------------------- | -------------------- | -------------------- |
| 12:00 | 14.487 15.682 16.084 | 14.487 15.682 16.084 | 14.487 15.682 16.084 | 14.487 15.682 16.084 | 14.487 15.682 16.084 | 14.487 15.682 16.084 | 14.487 15.682 16.084 |
| 13:00 | 14.487 15.682 16.084 | 14.487 15.682 16.084 | 14.487 15.682 16.084 | 14.487 15.682 16.084 | 14.487 15.682 16.084 | 14.487 15.682 16.084 | 14.487 15.682 16.084 |
| 14:00 | 10.426 12.603 14.487 | 12.603 14.487 16.314 | 14.487 15.682 16.084 | 14.487 15.682 16.084 | 14.487 15.682 16.084 | 10.426 11.545 14.487 | 11.545 14.487 15.682 |
| 15:00 | 11.545 13.375 15.682 | 7.755 8.464 10.426   | 11.545 14.487 16.084 | 11.545 12.603 13.375 | 11.545 12.603 13.375 | 11.545 12.603 13.375 | 11.545 12.603 13.375 |
| 16:00 | 11.545 12.603 13.375 | 11.545 13.375 15.682 | 6.485 7.755 10.425   | 8.464 12.603 14.487  | 11.545 12.603 13.375 | 11.545 12.603 13.375 | 8.464 10.426 11.545  |
| 20:00 | 11.545               |                      |                      |                      |                      |                      |                      |